# US-amerikanische Badmintonmeisterschaft 1996
Die US-amerikanische Badmintonmeisterschaft 1996 fand Ende März 1996 in Atlanta statt.

## Finalresultate
| Disziplin    | Sieger                     | Finalist                      | Ergebnis          |
| ------------ | -------------------------- | ----------------------------- | ----------------- |
| Herreneinzel | Steve Butler               | Kevin Han                     | 15-2, 15-11       |
| Dameneinzel  | Yeping Tang                | Andrea Andersson              | 11-6, 11-4        |
| Herrendoppel | Kevin Han Thomas Reidy     | Andy Chong Benny Lee          | 15-8, 18-13       |
| Damendoppel  | Ann French Kathy Zimmerman | Yeping Tang Andrea Andersson  | 15-7, 8-15, 15-9  |
| Mixed        | Andy Chong Yeping Tang     | Mike Edstrom Andrea Andersson | 12-15, 15-8, 15-6 |